# Faqoa

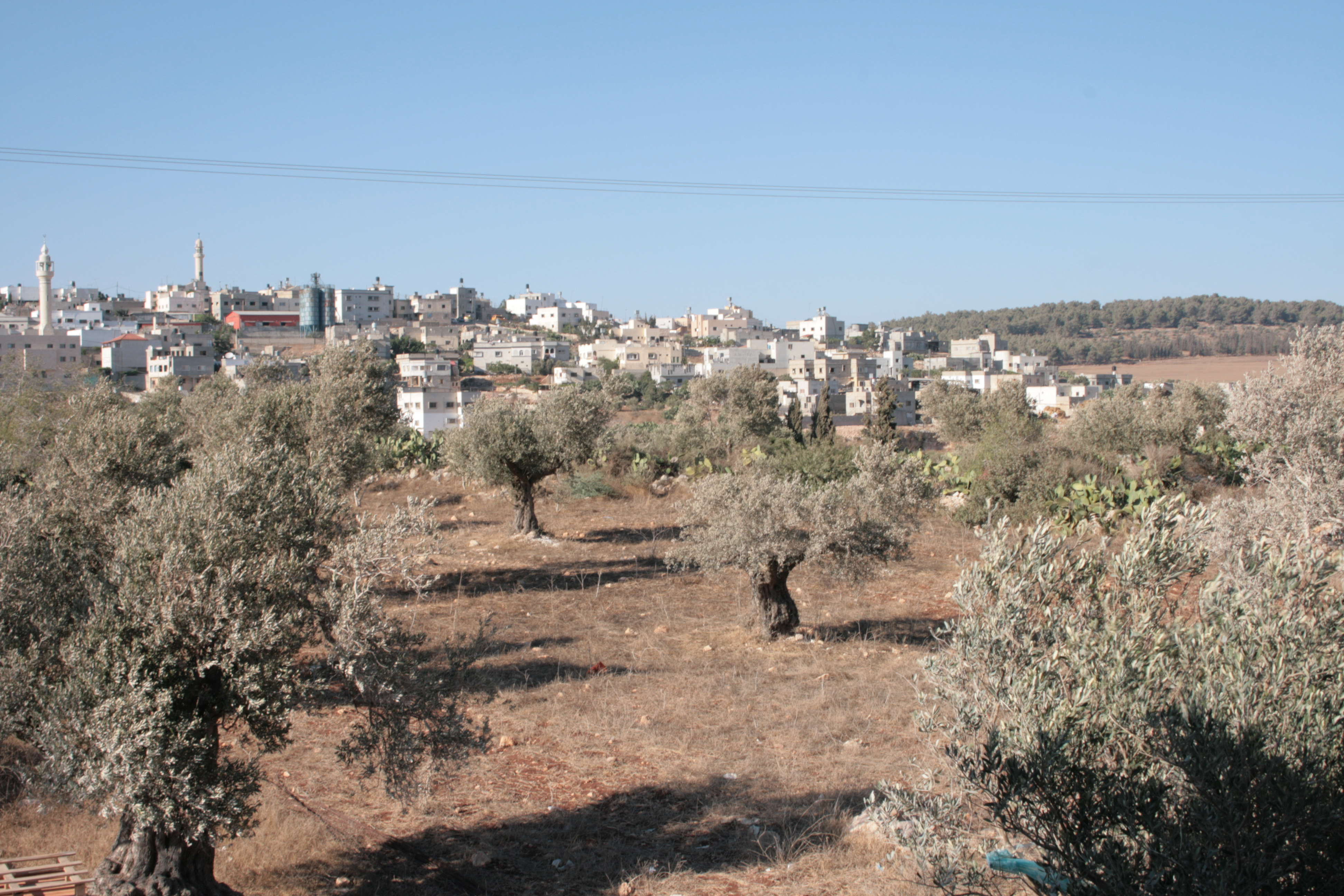
Vista de Faqoa.

Faqoa (del árabe فقوعة; en hebreo פקועה ) es una localidad del Próximo Oriente, que forma parte de los Estado de Palestina. Situada en Cisjordania, cerca del río Jordán y a unos 12 km al norte de Yenín, pertenece a la gobernación de Yenín. Es el centro comercial de la región circundante, dedicada a la agricultura (uvas, aceitunas y trigo) y a la ganadería. Las principales producciones son aceite de oliva. Su población era de 3.490 habitantes a mediados de 2006.